# Limbi ibero-romanice
Limbile ibero-romanice sunt limbile derivate de latina vulgară, foloșite în Peninsula Iberică și în foste colonii ale statelor iberice. 
Limbile ibero-romanice împărțesc în cele două grupuri principale:
- limbi iberice de vest
  - limba asturiană
  - limbi galiciano-portugheze
    - limba fala
    - limba galiciană
    - limba portugheză

  - limba mirandeză
  - limba spaniolă
- limbi iberiche de est
  - Limba aragoneză